# 경인문화재연구원
경인문화재연구원은 대한민국 문화유산(유, 무형문화재) 및 매장문화재 조사, 연구, 발굴, 보호, 교육, 보존, 전시, 관리와 활용으로 우리문화재 및 문화유산의 보조와 계승으로 겨레에 이바지함을 목적으로 2009년 4월 15일 설립된 문화체육관광부 소관의 재단법인이다. 사무실은 인천시 계양구 계산동 917-23에 있다.

## 주요 사업
- 문화재의 조사,연구 및 학술연구자료 발간
- 문화재시설의 수탁운영 관리업무 수행
- 문화재의 보존과 복원 및 활용방안연구
- 문화재 관련 학술행사 개최 및 지원사업
- 문화상품 개발 등의 사업
- 문화재의 보호, 보전 활동
- 법인의 목적을  달성하기 위하여 기타 필요한 사업수행